# Édouard Cortès

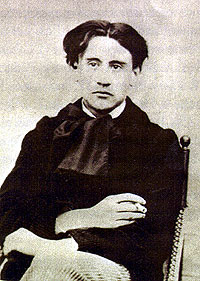
Don Kurtz: Porträt von Édouard Cortès, um 1905

Édouard-Léon Cortès (* 6. August 1882 in Lagny-sur-Marne; † 26. November 1969 ebenda) war ein französischer Maler des Spätimpressionismus mit spanischer Herkunft.

## Leben und Wirken
Édouard-Léon Cortès war ein Sohn des spanischen Malers Antonio Cortès (1827–1907). Bei ihm erhielt er seine ersten Zeichenstunden. Sein Vater war es auch, der ihm eindringlich zur Fortsetzung des Studiums in Paris riet. Im Jahre 1899 studierte Édouard an der renommierten École des Beaux-Arts unter William Adolphe Bouguereau die klassischen Genres und den impressionistischen Kunststil. 1901 stellte er erstmals seine Werke erfolgreich im Salon des Indépendants aus, was ihm sogleich Anerkennungen im Künstlermilieu einbrachte.
1914 heiratete Cortès Fernande Joyeuse, mit der er die Tochter Simone Jacqueline (* 1916), hatte. Eigentlich Pazifist, meldete sich Cortès, als der Krieg schon in der Nähe seiner Heimatstadt wütete, im Alter von 32 Jahren bei der französischen Infanterie. Im Einsatz wurde er von einem Bajonett verletzt und in ein Militärkrankenhaus gebracht. Nach Genesung sollte er seine Fähigkeiten für staatliche Interessen einsetzen, weigerte sich aber. Seine Überzeugungen bewirkten auch, dass er den Orden der Ehrenlegion ablehnte. Im Jahr des Kriegsendes starb seine Frau und bald darauf heiratete er seine Schwägerin Lucienne Joyeuse. Cortès wird als bescheiden beschrieben; er lebte ein einfaches Leben im Kreise seiner engsten Freunde. Am 28. November 1969 starb er in Lagny. Kurz vor seinem Tod bekam er den prestigeträchtigen Preis „Antoine-Quinson“ der Stadt Vincennes verliehen. Nach Cortès wurde auch eine Straße benannt.
Cortès betonte immer wieder seine Unabhängigkeit. Einmal antwortete er einem Journalisten, der ihn fragte, ob er ein Schüler von Luigi Loir sei, „Non, elève de lui tout seul.“ („Nein, nur ein Schüler meiner selbst.“)
Cortès malte überwiegend Pariser Straßenszenen; oft nutzte er dieselben Motive, um sie in verschiedenen Jahres- oder Tageszeiten darzustellen. Dabei vermochte er es insbesondere mit dem Einsatz von Licht und den daraus entstehenden Hell-Dunkel-Effekten sowie dem Kontrast zwischen kalten und warmen Farbtönen, seinen Werken eine dichte Atmosphäre zu verschaffen.
In den letzten Jahren nahm das Interesse an Édouard Cortès' Arbeiten (Pariser Straßenszenen) stetig zu, und auf Kunstauktionen bei Sotheby’s und Christie’s erzielen sie hohe Preise. Bei einem Einbruch im Jahre 1988 wurden vier Gemälde von Édouard Cortès aus der Simic Gallery in Carmel, Kalifornien, gestohlen.

## Auszeichnungen
- 1916 Croix de guerre
- 1919 Ritter der Ehrenlegion; die Auszeichnung hat er abgelehnt.
- 1968 Prix Antoine-Quinson